# Gustav von Hugo

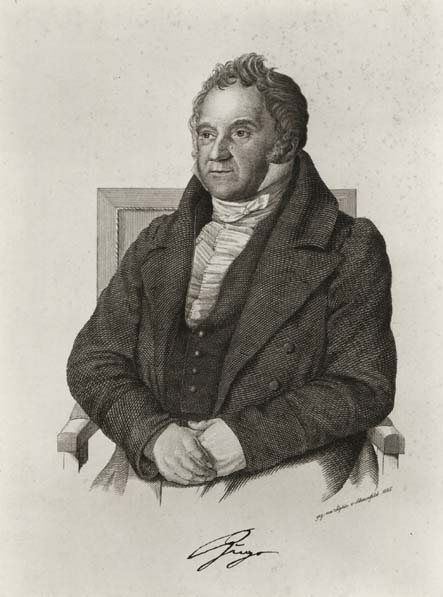
Gustav von Hugo.

Gustav von Hugo, född den 3 november 1764 i Lörrach, Baden, död den 15 september 1844, var en tysk rättslärd. Hugo grundade den historiska skolan.

## Biografi
Gustav Hugo tog examen från gymnasiet i Karlsruhe 1782, och fortsatte sina studier vid universitetet i Göttingen, där han studerade juridik i tre år. Efter att ha utsetts till informator åt Leopold I av Anhalt-Dessau, tog han doktorsgraden vid universitetet i Halle 1788. Samma år återkallades han till Göttingen som extra ordinarie professor i juridik, och blev ordinarie professor 1792. I sitt förord till Beitrage zur civilistischen Bucherkenntniss der letzten vierzig Jahre (1828–1829) redogör han för hur civilrätt lärdes ut i Göttingen denna tid. 
De romerska och germanska elementen av gällande rätt var, okritiskt eller utan åtskillnad, sammanblandade av praktiska skäl, varför det var problematiskt att uttala sig om huruvida den historiska sanningen eller praktiken var den mest prejudicerande. Emedan rätten överfördes från person till person smög sig nya felslut in, och den underutvecklade metodiken var praxis även hos de bästa. Detta var de problem som Hugo föresatte sig att lösa, och han blev genom sin föresats grundare av den historiska skolan i rättsvetenskapen, som upptogs och vidareutvecklades av Savigny. Hans huvudverk är Lehrbuch eines civilistischen Cursus (7 band, 1792–1821), i vilken hans metod utarbetas, och Zivilistiscizes Magazin (6 band, 1790–1837).
Hugo blev kritiserad och förlöjligad av Karl Marx i Rheinische Zeitung för att ha rättfärdigat "lagen om den godtyckliga makten", det vill säga för att ha förordat social orättvisa och exploatering på grundval av premissen att de institutioner som frambringat dessa helt enkelt existerade. Standardbiografin om Hugo är skriven av Heinrich Eysenhardt, Zur Erinnerung an Gustav Hugo. Beitrag zur Geschichte der Rechts-Wissenschaft (Berlin, 1845).